# Іліє Ведува
Іліє Ведува (рум. Ilie Văduva; 21 липня 1934, Аніноаса, Румунія — 1998, Бухарест) — румунський політик, міністр закордонних справ Румунії (1985-1986), міністр зовнішньої торгівлі та міжнародного співробітництва (26 серпня 1986—травень 1988), радник президента (грудень 1988 — грудень 1989). Був одним із заарештованих після повалення режиму Ніколае Чаушеску (1989).

## Життя і політична кар'єра
Ведува народився 21 липня 1934 року у Аніноаса. Він був кандидатом в члени ЦК Румунської комуністичної партії з 1979 року і став повноправним членом в 1984. Ведува вважався протеже першої леді Румунії, Олени Чаушеску. У 1985 році вона обрала його на посаду міністра закордонних справ, замінивши більш досвідченого і успішного міністра Штефана Андрея, призначеного раніше румунським лідером Ніколае Чаушеску. Ведува займав посаду міністра закордонних справ з 11 листопада 1985 до 26 серпня 1986 року. Під час своєї роботи як міністра, в період режиму Чаушеску неодноразово був помічений в порушеннях прав людини. Був звільнений за некомпетентність в міжнародних справах Румунії і призначений міністром зовнішньої торгівлі та міжнародного співробітництва у 1986 році, займав цей пост до 21 травня 1988 року, потім був звільнений румунським керівництвом за участь в зберіганні токсичних відходів в чорноморському порту Суліна, що викликало екологічний скандал і масове обурення. Тим не менше, кілька місяців по тому, у грудні 1988 року, він знову зайняв високопоставлену посаду радника президента.